# 黃至生
黃至生（英語：Martin Wong Chi Sang），家庭醫學專科醫生，香港十大傑出青年 ，香港人道年獎得主，中文大學醫學院公共衛生及基層醫療學院教授，中大聯合書院副院長，兼任中大賽馬會大腸癌教育中心總監。 其學術研究領域包括癌症預防及篩查。此外，他兼任中大消化疾病研究所教授、國家消化疾病重點實驗室教授、並獲禮任為中大運動科學及體育教育系教授。現任香港再生會名譽主席、再生慈善基金榮譽主席、基甸董事會副主席、香港健康促進及教育協會董事、基督教牧愛會秘書長等二十多個政府及非牟利機構董事或榮譽顧問。曾連續10多年擔任「十大再生勇士選舉籌委會」主席，選出超過180位香港十大再生勇士。
現任醫學界公職包括香港醫學專科學院編輯、香港特區政府食物及衛生局健康促進委員會委員暨小組聯席主席、醫療衞生研究基金評審撥款委員會主席、食物及衛生局研究局委員、香港基層醫療統籌署高血壓及糖尿病框架召集人、癌症預防及普查專家工作小組委員、大腸癌篩查先導計劃小組成員、研究局評審撥款委員會成員、香港醫學雜誌總編輯等。歷任非業界公職包括：投訴警方獨立監察委員會委員、香港政府上訴委員會(博彩税條例)委員、教育局校舍分配委員會委員、香港政府青年事務委員會政策研究委員等。
2016 年黃教授獲香港護理專科學院頒授榮譽院士。 2018 年黃教授獲美國心臟科學院、歐洲心臟學學院、及英國公共衛生學院分別頒授三個院士銜，以表揚他在學術界的成就。2019年獲北京協和醫院及北京大學公共衛生學院分別委任為兼任教授。他早年就讀路德會沙崙學校，後入讀中華基督教會銘基書院。
黃教授在基層醫療發展工作方面貢獻良多，基於新冠疫情令公營醫療系統崩潰，黃教授相信基層醫療雖不能救近火，但長遠可起正面作用。黃教授參與了基層醫療規劃藍圖中的「慢性病共護計劃」委員會工作，該計劃由45歲以上市民及政府以共付模式進行定期糖尿病及高血壓篩查，從而及早進行後續治療，以避免日後長期病患者出現中風、腎衰竭及心臟病等健康風險。此外，黃教授在新冠疫情發展初期，與內地和外國大學的公共衛生學術團隊進行疾控研究，並在國際科學期刊發表論文，促進科學社群對新冠病毒疫情的認知及個人和群體的疾控工作。

## 外部連結
- 傑青醫生改寫病友生命 （页面存档备份，存于）
- 香港中文大學醫學院公共衛生及基層醫療學院教授黃至生 （页面存档备份，存于）
- 香港人道年獎得主 黃至生教授 （页面存档备份，存于）
- 十大傑出青年 黃至生教授
- 香港護理專科學院 黃至生教授